# Diócesis de Bangued
La diócesis de Bangued (en latín: Dioecesis Banguedensis, en inglés: Roman Catholic Diocese of Bangued y en ilocano: Diocesis ti Bangued) es una circunscripción eclesiástica de la Iglesia católica en Filipinas. Se trata de una diócesis latina, sufragánea de la arquidiócesis de Nueva Segovia. Desde el 5 de enero de 2007 su obispo es Leopoldo Corpuz Jaucian de los Misioneros del Verbo Divino.

## Territorio y organización
La diócesis tiene 2655 km² y extiende su jurisdicción sobre los fieles católicos de rito latino residentes en la provincia de El Abra en la región administrativa de La Cordillera.
La sede de la diócesis se encuentra en la ciudad de Bangued, en donde se halla la Catedral de Santiago el Mayor.
En 2020 en la diócesis existían 24 parroquias.

## Historia
La prelatura territorial de Bangued fue erigida el 12 de junio de 1955 con la bula Cum misericos del papa Pío XII, obteniendo el territorio de la arquidiócesis de Nueva Segovia.
El 15 de noviembre de 1982 la prelatura territorial fue elevada a diócesis con la bula Cum Decessores del papa Juan Pablo II.

## Estadísticas
Según el Anuario Pontificio 2021, la diócesis tenía a fines de 2020 un total de 228 940 fieles bautizados.
| Año                                                                             | Población            | Población | Población      | Sacerdotes | Sacerdotes    | Sacerdotes    | Bautizados por sacerdote | Diáconos permanentes | Religiosos | Religiosos | Parroquias |
| Año                                                                             | Bautizados católicos | Total     | % de católicos | Total      | Clero secular | Clero regular | Bautizados por sacerdote | Diáconos permanentes | Varones    | Mujeres    | Parroquias |
| ------------------------------------------------------------------------------- | -------------------- | --------- | -------------- | ---------- | ------------- | ------------- | ------------------------ | -------------------- | ---------- | ---------- | ---------- |
| 1970                                                                            | 118 565              | 149 397   | 79.4           | 35         | 2             | 33            | 3387                     |                      | 37         | 29         | 18         |
| 1980                                                                            | 135 790              | 171 900   | 79.0           | 36         | 6             | 30            | 3771                     |                      | 37         | 29         | 20         |
| 1990                                                                            | 171 110              | 194 867   | 87.8           | 39         | 14            | 25            | 4387                     |                      | 31         | 17         | 20         |
| 1999                                                                            | 188 505              | 228 703   | 82.4           | 35         | 17            | 18            | 5385                     |                      | 21         | 18         | 20         |
| 2000                                                                            | 189 269              | 228 292   | 82.9           | 37         | 17            | 20            | 5115                     |                      | 22         | 22         | 20         |
| 2001                                                                            | 194 183              | 233 463   | 83.2           | 39         | 19            | 20            | 4979                     |                      | 20         |            | 20         |
| 2002                                                                            | 194 468              | 234 101   | 83.1           | 37         | 17            | 20            | 5255                     |                      | 22         | 22         | 20         |
| 2003                                                                            | 191 092              | 236 974   | 80.6           | 35         | 18            | 17            | 5459                     |                      | 19         | 20         | 20         |
| 2004                                                                            | 197 719              | 239 776   | 82.5           | 36         | 19            | 17            | 5492                     |                      | 19         | 21         | 20         |
| 2006                                                                            | 199 967              | 236 910   | 84.4           | 41         | 23            | 18            | 4877                     |                      | 20         | 13         | 21         |
| 2012                                                                            | 221 968              | 274 000   | 81.0           | 41         | 24            | 17            | 5413                     |                      | 19         | 11         | 22         |
| 2015                                                                            | 236 031              | 274 953   | 85.8           | 41         | 30            | 11            | 5756                     |                      | 12         | 6          | 22         |
| 2018                                                                            | 238 820              | 275 749   | 86.6           | 43         | 30            | 13            | 5553                     |                      | 14         | 7          | 24         |
| 2020                                                                            | 228 940              | 275 749   | 83.0           | 36         | 25            | 11            | 6359                     |                      | 12         | 6          | 24         |
| Fuente: Catholic-Hierarchy, que a su vez toma los datos del Anuario Pontificio. |                      |           |                |            |               |               |                          |                      |            |            |            |

## Episcopologio
- Odilo Etspueler, S.V.D. † (20 de agosto de 1956-20 de noviembre de 1987 retirado)
- Cesar Castro Raval, S.V.D. † (25 de noviembre de 1988-18 de enero de 1992 renunció)
- Artemio Lomboy Rillera, S.V.D. † (28 de junio de 1993-1 de abril de 2005 nombrado obispo de San Fernando de La Union)
- Leopoldo Corpuz Jaucian, S.V.D., desde el 5 de enero de 2007